# Mulazzano
Mulazzano ist eine Gemeinde mit 5821 Einwohnern (Stand 31. Dezember 2023) in der Provinz Lodi in der italienischen Region Lombardei.

## Ortsteile
Im Gemeindegebiet liegen neben dem Hauptort die Fraktionen Casolta, Cassino d’Alberi und Quartiano, sowie die Wohnplätze Cascina Isola Balba, Località Mongattino und Località Vignazza.